# Launer London
Launer London là một nhà sản xuất phụ kiện đồ da cao cấp của Anh, được thành lập vào năm 1940 bởi Sam Launer – một di dân từ Tiệp Khắc đến London trong thời gian Chiến tranh thế giới thứ hai. Mặt hàng chính của nhãn hiệu là túi xách cao cấp và các sản phẩm đồ da cỡ nhỏ khác. Lần đầu tiên công ty bán một chiếc túi xách cho một thành viên của hoàng gia Anh là vào năm 1950 và sau này được Nữ hoàng Elizabeth II trao tặng Chứng nhận Hoàng gia.

## Lịch sử

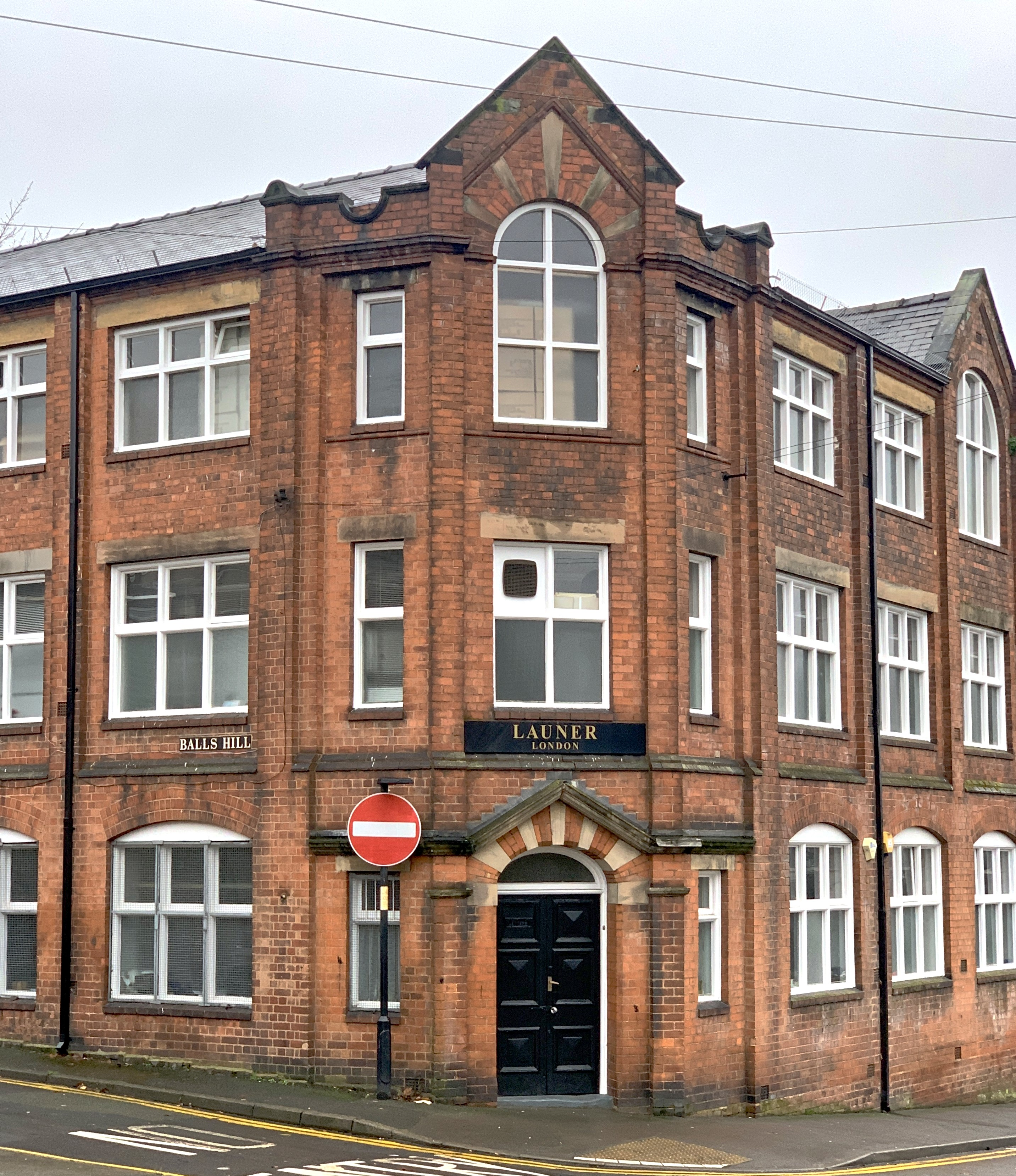
Launer London, đường Holtshill Lane, thị trấn Walsall

Năm 1940, Sam Launer thành lập Launer London và bắt đầu sản xuất túi xách trong một xưởng thuê nhỏ ở quận Soho của London. Vào đầu Thế chiến thứ hai, Tiệp Khắc bị Đức chiếm đóng khiến anh phải rời quê hương. Khi Launer qua đời năm 1955, công ty vẫn là doanh nghiệp của gia đình cho đến khi Gerald Bodmer mua lại công ty vào năm 1981.
Năm 2011, Launer bắt đầu sản xuất túi với các màu khác không phải là màu đen, nâu và xanh nước biển truyền thống của họ.
Sau đó, doanh thu đã tăng 167% kể từ con số 1,5 triệu bảng năm 2011. Vào tháng 3 năm 2019, Launer báo cáo doanh thu tăng 23% lên 4 triệu bảng Anh.

## Chứng nhận Royal Warrant

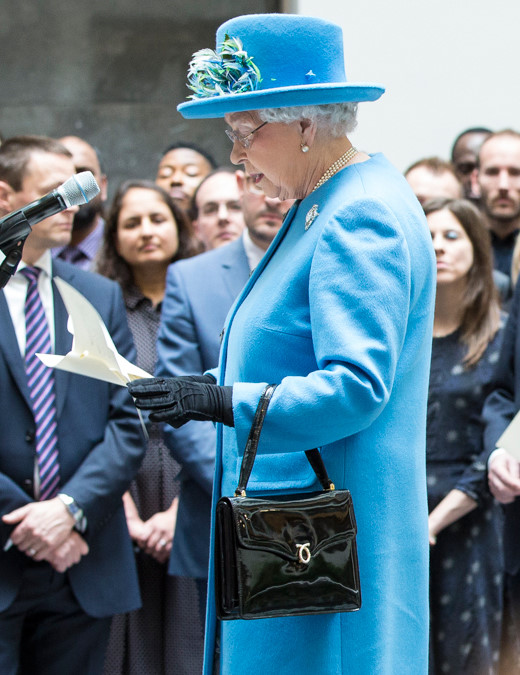
Nữ hoàng Elizabeth II mang một chiếc túi Launer năm 2015.

Nữ hoàng Thái hậu Elizabeth I bắt đầu mua túi của thương hiệu Launer vào những năm 1950, và sau này đã tặng một chiếc cho con gái của bà, Nữ hoàng Elizabeth II.
Năm 1968, Launer London được Nữ hoàng trao tặng Chứng nhận Royal Warrant của hoàng gia Anh, và từ đó đã chuyên cung cấp túi cho bà. Nữ hoàng sở hữu hơn 200 chiếc túi của thương hiệu. Theo Giám đốc điều hành kiêm chủ sở hữu Gerald Bodmer, ba chiếc túi yêu thích của nữ hoàng là một chiếc Royale bằng da màu đen, một chiếc túi Traviata màu đen và một chiếc túi thứ ba thường được làm theo yêu cầu riêng. Cũng theo Bodmer, Nữ hoàng vẫn còn giữ tất cả các túi Launer của mẹ bà. Traviata là thiết kế bán chạy nhất của Launer, một phần chính là do ảnh hưởng của nữ hoàng. Traviata được làm thủ công ở thị trấn Walsall, ở West Midlands, có giá bán lẻ khoảng 1.800 bảng Anh cho một chiếc túi vào năm 2019.